# Saugmilben
Die Saugmilben (Psoroptes) sind eine Gattung der Milben, die parasitär auf der Haut ihrer Wirte leben und sich saugend von Körpersäften ernähren. Die von ihnen ausgelöste Erkrankung nennt man Psoroptes-Räude.

## Beschreibung
Adulte Tiere haben eine ovale Körperform, weibliche Individuen sind bis zu 0,8 mm lang. Das Gnathosoma ist länger als breit und spitz auslaufend. Die Beine sind relativ lang und tragen einen dreigliedrigen Prätarsus mit trompetenartiger Haftglocke. Die Entwicklung verläuft über Ei, Larve, Proto- und Tritonymphe.

## Systematik
Einer Arbeit von Gordon K. Sweatman von 1958 folgend, die jahrzehntelang als Standard akzeptiert war, unterschied man lange Zeit fünf Arten:
- Psoroptes cervinus: Ohrräude bei Wapitis und Dickhornschafen
- Psoroptes cuniculi: Ohrräude bei Kaninchen, seltener Pferden, Schafen und Ziegen
- Psoroptes equi: Körperräude bei Pferden
- Psoroptes natalensis: Körperräude bei Wasserbüffeln, Rindern und Pferden
- Psoroptes ovis (Syn. P. bovis): Körperräude bei Wiederkäuern

Diese Arten wurden in erster Linie nach der Wirtsart und dem befallenen Organ, daneben nach einem morphologischen Merkmal, der Länge einiger Borsten auf dem Hinterleib (Opisthosoma) adulter Männchen, unterschieden. Neuere Arbeiten haben gezeigt, dass die morphologischen Merkmale zwischen den „Arten“ breit überlappen. Wenn doch Gruppen gebildet werden können, entsprechen diese darüber hinaus nicht den klassischen Arten. Auch genetisch sind die Arten im Wesentlichen nicht unterscheidbar, Marker auf der mitochondrialen DNA und Untersuchungen von Mikrosatelliten erbrachten keine verlässlichen Unterscheidungsmerkmale. Darüber hinaus ist es in vielen Fällen gelungen, per Kreuzinfektion Milben von einem Wirt auf einen anderen zu transferieren, wo sie sich erfolgreich etablierten und die typischen Krankheitssymptome hervorriefen. Dies gelang aber nicht in allen Fällen und bei allen Populationen. Darüber hinaus sind Infektionen von Haustieren durch Milben von wild lebenden Arten einer anderen Art im selben Verbreitungsgebiet bisher niemals überzeugend dokumentiert worden. Darüber hinaus hat zumindest eine Arbeit bei zwei der Arten, P. cuniculi und P. natalensis, einen genetischen Unterschied dokumentiert. Obwohl daher die meisten Fachleute, Zahler und Kollegen folgend, alle Arten unter Psoroptes equi. synonymisieren (später aus Prioritätsgründen in Psoroptes ovis abgeändert), halten einige andere die Frage für noch nicht abschließend geklärt und warten auf weitere Daten.